# 特雷泽河
特雷泽河（法語：Trézée，法語發音：[tʁeze]）是法国中央-盧瓦爾河谷大區卢瓦雷省与约讷省的河流，是卢瓦尔河的右支流，长32.4千米，发源自拉沃，于布里亚尔流入卢瓦尔河。